# میهن‌پرستان میکرونزی
میهن‌پرستان میکرونزی یا سراسر میکرونزی نام سرود ملی کشور ایالات فدرال میکرونزی است.

## تاریخچه
این سرود در سال ۱۹۹۱ به رسمیت شناخته شد و جایگزین سرود "سرآغاز" شد. سرآغاز نام سرود ملی پیشین از هنگام استقلال در ۱۹۷۹ (میلادی) بود. ملودی سرود میهن‌پرستان میکرونزی از ترانه دانش‌آموزی آلمانی "من تسلیم هستم" گرفته شده است. ترانه "من تسلیم هستم" از ۱۹۴۹ (میلادی) تا ۱۹۵۲ (میلادی) سرود ملی غیر رسمی آلمان غربی بود. متن ترانه میهن‌پرستان میکرونزی، تا حد کمی، برگرفته از ترانه "من تسلیم هستم" است.

## متن
```
   This here we are pledging,
   with heart and with hand,
   Full measure of devotion
   to thee, our native land,
   Full measure of devotion
   to thee, our native land.
```

```
   Now all join the chorus,
   let union abide.
   Across all Micronesia
   join hands on every side,
   Across all Micronesia
   join hands on every side.
```

```
   We all work together,
   with hearts, voice and hand,
   Till we have made these islands
   another promised land,
   Till we have made these islands
   another promised land.
```